# Matthew Del Negro
Matthew Del Negro est un acteur américain né le 2 août 1972 à Mount Kisco, à New York.

## Biographie
Il est né le 2 août 1972 à Mount Kisco, à New York, États-Unis.
Il a un frère, Arthur Del Negro et une sœur Christine Del Negro.
Il est marié depuis 2002 à Deirdre Whelan Del Negro. Ils ont deux enfants.

## Carrière
Il débute au cinéma en 1997 dans le film The North End de Frank Ciota. On le retrouve trois ans plus tard, lors d'un épisode de The Street et les filmsThe Doghouse et The Gypsy Years.
En 2002, il apparaît dans plusieurs épisodes de la série Les Soprano, il reprendra son rôle lors d'un autre épisode en 2004 et 2007. L'année d'après, il tourne dans Whoopi.
En 2005, il obtient un rôle jusqu'à l'année suivante dans À la maison blanche. À la suite de ça, il revient au cinéma dans les films Ira & Abby et Room 314, ainsi qu'à la télévision dans Beautiful People et Las Vegas.
En 2007, il tourne dans Les Experts : Miami et également Stargate Atlantis, ainsi que le long métrage Ghost Image de Jack Snyder. L'année d'après, on le retrouve au cinéma dans Trailer Park of Terror de Steven Goldmann et B.O.H.I.C.A. de D.J. Paul.
En 2010, il est présent dans les séries Eastwick, Parenthood et The Whole Truth.
Deux ans plus tard, il enchaîne les rôles à la télévision et on peut le voir dans Damages, Happy Endings, Ringer, The Client List, The Good Wife et Chasing the Hill. L'année suivante, il joue dans  Esprits criminels, Les experts, Witches of East End et obtient un rôle récurrent dans Mistresses (il reprendra son rôle en 2016) et Teen Wolf (il reprendra son rôle en 2017).
En 2015, il tourne dans quelques épisodes de Chicago Fire, puis dans Madam Secretary, Marry Me et Unforgettable. On le retrouve au cinéma aux côtés de Reese Witherspoon et Sofía Vergara dans En cavale d'Anne Fletcher.
En 2017, il a un petit rôle dans Wind River de Taylor Sheridan avec Jeremy Renner et Elizabeth Olsen et joue également dans Limerence de Tammy Minoff (qu'il produit) et Sleepwalker d'Elliott Lester. A la télévision, on le retrouve dans 9JKL, When We Rise, Dimension 404 et dans l'avant-dernière saison de Scandal (où il était présent de manière récurrente depuis 2014).
En 2019, il obtient des rôles dans les séries City on a Hill et  Huge en France. L'année suivante, il est apparu dans un épisode de Magnum.

### Acteur

#### Cinéma
- 1997 : The North End de Frank Ciota : Freddie Fabucci
- 2000 : The Doghouse de Steven Kane : Mickey Summer
- 2000 : The Gypsy Years de Rebecca Cook : Christian Murphy
- 2001 : Chelsea Walls d'Ethan Hawke : Un policier
- 2006 : Ira & Abby de Robert Cary : Seth
- 2006 : Room 314 de Michael Knowles : Nick
- 2007 : Ghost Image de Jack Snyder : Tucker
- 2008 : Trailer Park of Terror de Steven Goldmann : Pasteur Lewis
- 2008 : B.O.H.I.C.A. de D.J. Paul : Busche
- 2009 : Why George ? de David Sonkin : Anthony
- 2011 : A Novel Romance d'Allie Dvorin : Buddy Andrews
- 2012 : Celeste & Jesse Forever de Lee Toland Krieger : Nick
- 2012 : Buoy de Steven Doughton : Danny
- 2013 : Automotive de Tom Glynn : Paul
- 2013 : Saving Lincoln de Salvador Litvak : Nathaniel Rulough
- 2014 : Alex of Venice de Chris Messina : James
- 2014 : The Sublime and Beautiful de Blake Robbins : Mike Embree
- 2015 : En cavale (Hot Pursuit) d'Anne Fletcher : Détective Hauser
- 2017 : Wind River de Taylor Sheridan : Dillon
- 2017 : Limerence de Tammy Minoff : Tom
- 2017 : Sleepwalker d'Elliott Lester : Scott White
- 2023 : LaRoy (LaRoy, Texas) de Shane Atkinson : Junior

#### Courts métrages
- 2003 : North of Providence de Russell Treyz : DJ (voix)
- 2005 : Nick and Stacey de Michael Knowles : Nick
- 2008 : Christmas Break de lui-même : Stu
- 2010 : Veil de Nicki Micheaux : Paul Braddock
- 2016 : Bambina d'Alexis Ostrander : Tom
- 2017 : Black Dragon d'Alex Thompson : Colonel Palmer
- 2020 : Like Holy Wine de Leonora Pitts : L'homme

#### Télévision

##### Séries télévisées
- 2000 : The Street : Dean
- 2001 : Haine et passion (The Guiding Light) : Agent Peterson
- 2001 / 2004 / 2007 : New York - Police judiciaire (Law and Order) : Un chauffeur / Vinny / Peter Fetzer
- 2002 / 2004 / 2007 : Les Soprano (The Sopranos) : Brian Cammarata
- 2003 : Whoopi : Daryl
- 2004 : Le Monde de Joan (Joan of Arcadia) : Un médecin urgentiste
- 2004 : NCIS : Enquêtes spéciales (NCIS) : Agent Balboa
- 2005 - 2006 : À la maison blanche (The West Wing) : Bram Howard
- 2006 : Beautiful People : Ben Lewis
- 2006 : Las Vegas : Garrison Wheeler
- 2007 : Les Experts : Miami (CSI : Miami) : Mike Farallon
- 2007 : Stargate Atlantis : Mike Branton
- 2009 : Lie to Me : Agent Young
- 2009 : Médium : Michael Skahan
- 2009 : Trauma : Davey
- 2009 - 2010 : United States of Tara : Nick Hurley
- 2010 : Eastwick : Danny Torcoletti
- 2010 : Parenthood : Timm
- 2010 : The Whole Truth : Dan Olin
- 2011 : Chase : Le psychiatre d'Alan
- 2011 - 2013 : Rizzoli and Isles (Rizzoli & Isles) : Giovanni Gilberti
- 2012 : Damages : Un soldat
- 2012 : Happy Endings : Kent
- 2012 : Ringer : Agent Grady Torrance
- 2012 : The Client List : Josh Harper
- 2012 : The Good Wife : Officer Curtis Robb
- 2012-2013 : Chasing the Hill : Henry Walls
- 2013 : Esprits criminels (Criminal Minds) : Détective Rizzo
- 2013 : Les experts (CSI : Crime Scene Investigation) : Alan Quinn
- 2013 : Witches of East End : Archibald Browning
- 2013 - 2014 / 2016 : Mistresses : Jacob Pollack
- 2013 - 2014 / 2017 : Teen Wolf : Rafael McCall
- 2014 : The Neighbors : Rob
- 2014 - 2016 : NCIS : Los Angeles : Jack Simon
- 2014 - 2017 : Scandal : Michael Ambruso
- 2015 : Chicago Fire : Pat Pridgen
- 2015 : Madam Secretary : Mike Wilkerson
- 2015 : Marry Me : Peter
- 2015 : Unforgettable : Hunter Ellis
- 2015 : Gen Zed : Jeremy (2015) (voix)
- 2016 : Elementary : Nathan Resor (saison 5, épisode 1)
- 2017 : 9JKL : Richie
- 2017 : When We Rise : Maire Gavin Newsom
- 2017 : Dimension 404 : Time Ryder
- 2018 : Goliath : Danny Loomis
- 2019 : Huge en France : Jason Alan Ross
- 2019 - 2022 : City on a Hill : Chris Caysen
- 2020 : Magnum (Magnum P.I.) : Todd Stewart
- 2022 : The Watcher : Darren Dunn
- 2022 : The Calling : Peter Hanney
- 2024 : Hotel Cocaine : Phil Nolan
- 2024 : American Horror Stories : détective Watts (saison 3, épisode 9)
- 2025 : La Rivière des Disparues

##### Téléfilms
- 2004 : Cooking Lessons d'Ivan Reitman : Forest
- 2004 : Tempting Adam de Kris Isacsson : Brad
- 2007 : Suspect de Guy Ritchie : Marty Fisher
- 2012 : 193 coups de folie (Blue-Eyed Butcher) de Stephen Kay : Un collègue de Jeff
- 2015 : Paradise Pictures de Rick Muirragui : Shane Aberdeen

### Réalisateur

#### Court métrage
- 2008 : Christmas Break

### Producteur

#### Cinéma
- 2017 : Limerence

#### Court métrage
- 2008 : Christmas Break

### Scénariste

#### Court métrage
- 2008 : Christmas Break